# اكوما كون
أكوما كون (باليابانية: 悪魔くん) هي سلسلة مانغا يابانية من تأليف ورسم شيغيرو ميزوكي، أقتبست إلى مسلسل أنمي عرض على منصة نتفليكس في عام 2023.

## القصة
يعمل أكوما-كن، الفتى الذي نشأ في كنف شيطان وشريكه النصف بشريّ ميفيستو الثالث، كمحققَين في الظواهر الخارقة للطبيعة، من أجْل حَل مختلف جرائم القتل والألغاز.

## مؤدي الأصوات
- يوكي كاجي
- توشيو فوروكاوا
- ريوكو شيرايشي
- يوميري هاناموري
- فيروز آي
- يوكيو فوجي
- ميتشيو ياناغيساوا
- يوساكو يارا
- هيرو شيمونو
- يوكو ميتا